# Louis de Lavau
Louis de Lavau, dit aussi Louis Irland de Lavau, né à une date inconnue et mort le 4 février 1694, est un homme d'Église français, auteur de quelques discours et membre de l'Académie française.

## Biographie
Garde des livres du cabinet du roi et protégé de Colbert, il est élu membre de l'Académie en 1679 au siège d’Habert de Montmor, le dernier des quarante premiers académiciens.
Il ne reste guère de lui que quelques anecdotes. Ainsi, c'est l'abbé de Lavau qui aurait déclenché la querelle des Anciens et des Modernes en lisant le discours de La Fontaine intitulé Sur l’avantage que les Anciens ont sur les Modernes lors d'une séance de l'Académie tenue au Louvre pour fêter la guérison du roi, le 27 janvier 1687. La réplique de Charles Perrault, intitulé Le siècle de Louis le Grand, qui prend le parti des modernes, sera le coup d'envoi des hostilités.
Fontenelle rapporte une dispute survenue entre Racine et l'abbé de Lavau à propos des obsèques de Corneille : « Comme c'est une loi dans cette Académie que le directeur fait les frais d'un service pour ceux qui meurent sous son directorat, il y eut une contestation de générosité entre Racine et l'abbé de Lavau, à qui ferait le service de Corneille, parce qu'il paraissait incertain sous le directorat duquel il était mort. La chose ayant été remise au jugement de la compagnie, l'abbé de Lavau l'emporta. » (Cité par l'Académie française.)
Voltaire cite de l'abbé de Lavau une « abominable épigramme sur le mausolée élevé dans Saint-Eustache en l’honneur de Lulli : 
Laissez tomber, sans plus attendre,
Sur ce buste honteux votre fatal rideau;
Et ne montrez que le flambeau
Qui devrait avoir mis l’original en cendre. »
(De Des Barreaux, Mélanges V, 1766-1768)